# Марцел Лотка
Марцел Лауренц Лотка (пол. Marcel Laurenz Lotka, нар. 25 травня 2001, Дуйсбург, Німеччина) — польський футболіст, воротар німецького клубу «Боруссія» (Дортмунд).

## Ігрова кар'єра

### Клубна
Марцел Лотка народився у німецькому місті Дуйсбург і займатися футболом почав у футбольній школі місцевого однойменного клуба. Згодом на юнацькому рівні Марцел пройшов через молодіжні команди низки німецьких клубів. Серед яких були клуби німецької Бундесліги «Шальке 04» та «Баєр 04».
З 2020 року польський воротар був заявлений у чемпіонаті Німеччині у складі берлінської «Герти». Але першу гру в основі берлінців Лотка провів лише 26 лютого 2022 року проти «Фрайбурга». До кінця сезону воротар зіграв в основі «Герти» десять матчів. Влітку 2022 року як вільний агент воротар перейшов до складу дортмундської «Боруссії», де грав тільки у другому складі у Лізі 3.

### Збірна
З 2016 року Марцел Лотка виступав за юнацькі збірні Польщі всіх вікових категорій. 
У вересні 2021 року Лотка провів дві гри у складі молодіжної збірної Польщі.